# Dying to Say This to You
Dying to Say This to You è il secondo album discografico del gruppo musicale indie rock svedese The Sounds, pubblicato nel 2006.

## Tracce
1. Song with a Mission – 2:56
2. Queen of Apology – 3:05
3. Tony The Beat – 3:10
4. 24 Hours – 2:40
5. Painted by Numbers – 3:17
6. Night After Night (Acoustic version) – 4:12
7. Ego – 2:41
8. Hurt You – 3:51
9. Much Too Long – 3:05
10. Running Out of Turbo – 2:45
11. Night After Night – 3:28

## Formazione
- Jesper Anderberg - tastiere
- Johan Bengtsson - basso
- Maja Ivarsson - voce
- Fredrik Nilsson - batteria
- Felix Rodriguez - chitarra